# Pyrota terrestris
Pyrota terrestris là một loài bọ cánh cứng trong họ Meloidae. Loài này được Selander miêu tả khoa học năm 1963.